# Генріх Дате
Курт Генріх Дате (нім. Curt Heinrich Dathe 7 листопада 1910 року — 6 січня 1991 року) — німецький зоолог, засновник і перший директор зоопарку Фрідріхсфельде.

## Біографія
Генріх Даті народився 7 листопада 1910 року в невеликому містечку Райхенбах на південному заході Саксонії в родині керуючого справами адвокатської контори Курта Конрада Дате і його дружини Берти Ольги Хайне. У 1924 році сім'я Дате переїжджає в Лейпциг, де Генріх отримує атестат зрілості, а потім вивчає природничі науки в Лейпцизькому університеті, по закінченню якого в 1936 році працює асистентом в міському зоопарку. У вересні 1939 року Дате призивається в армію, але після поранення, отриманого ним у Франції, служить на штабних посадах в Дрездені і Лецпцизі, що дозволяє йому і далі працювати в зоопарку. У березні 1945 року Генріха знову посилають на фронт — тепер в Італію, де він і зустрічає закінчення війни спочатку в американському, а потім і англійському полоні, з якого звільняється тільки в кінці 1947 року . Спочатку для повернувся в Лейпциг, через його членство в НСРПН, шлях на колишню роботу закритий, і лише через майже три роки (після перевірки ступеня його участі в нацистській партії) він знову стає співробітником Лейпцизького зоопарку. У серпні 1954 року Дате стає першим керівником східноберлінского зоопарку, залишався на цій посаді до грудня 1990 року (в 1955-1957 роках паралельно очолюючи і Лейпцизький зоопарк). Лише через декілька тижнів після звільнення 80-річний Генріх Даті помирає під Фрідріхсфельде.
Дате був двічі одружений, і в першому шлюбі, що тривав понад 40 років, у нього народилися дочка і двоє синів, причому останні пішли по стопах батька і теж стали зоологами.

## Дате— директор зоопарку Фрідріхсфельде

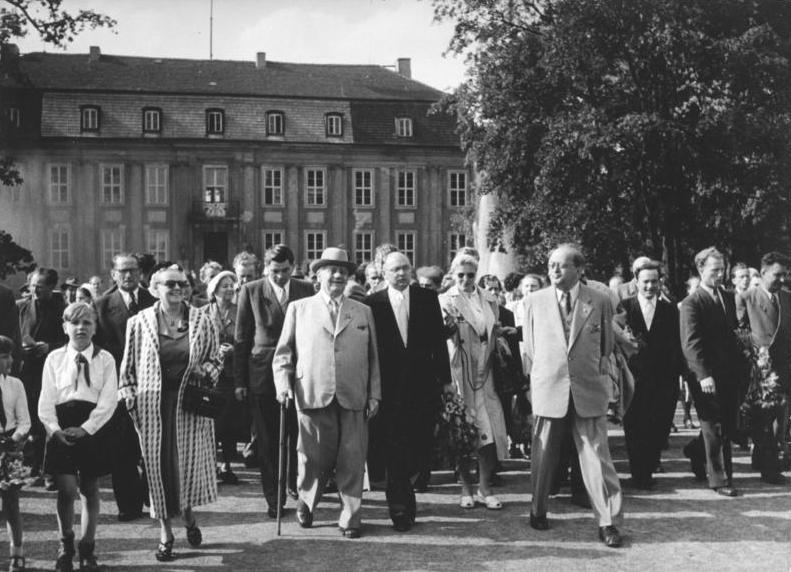
Відкриття зоопарку Фрідріхсфельде
(Даті між президентом Вільгельмом Піком і обер-бургомістром Берліна Фрідріхом Ебертом)

Оскільки при післявоєнному поділі міста берлінський зоопарк опинився в його західній частині, в 1953 році в столиці НДР виникли плани організації власного «парку тварин», при призначенні директора якого вибір падає на кандидатуру вже відомого за своєю попередньою роботою і компетентного Генріха Дате. Однак сам Дате скептично ставився до такої ідеї, вважаючи, що навіть для трьох вже існуючих східнонімецьких зоопарків (Дрездена, Лейпцига і Галле) в даний час недостатньо ні тварин, ні кваліфікованих працівників, ні фінансових коштів, і лише відвідування пропонованого місця під новий зоопарк змусило його змінити свою точку зору і усвідомити це як унікальний шанс всього його життя. На території розміром в 60 гектарів, на якій знаходилися парк і палац з майже 300-річною історією, він запланував побудувати не традиційний — з ґратами і клітинами, а ландшафтний зоопарк, де тварини могли б вільно переміщатися на обладнаних для них ділянках, природними межами яких стали не сітки, а заповнені водою рови.
До дня відкриття зоопарку Фрідріхсфельде 2 липня 1955 року він налічував всього 400 тварин 120 різних видів, і західноберлінська преса уїдливо писала, що в будь-якому маленькому цирку їх більше. Однак це не зупиняло Дате: завдяки його зусиллям зоопарк обзавівся скелястим ведмежатником і галявиною для верблюдів, зміїної фермою і басейном для білих ведмедів в 3000 м 2, найбільшим в світі будинком для тварин, названим на честь Альфреда Брема, слоновником і багатьма іншими спорудами. В останній рік директорства Дате в його зоопарку було вже 7600 тварин 900 видів. Для Дате, по суті, не існувало ні вихідних, ні вільних від роботи вечорів, а щоб не витрачати час на дорогу додому, разом зі сім'єю він жив у службовій квартирі на території зоопарку, в якій навіть всі столи в дитячих кімнатах були завалені книгами по зоології та рукописами його майбутніх статей.
Неоціненна заслуга Дате в збереженні палацу Фрідріхсфельде, що знаходиться на території зоопарку та служив перші роки будівлею його управління.

## Наукова та просвітницька діяльність

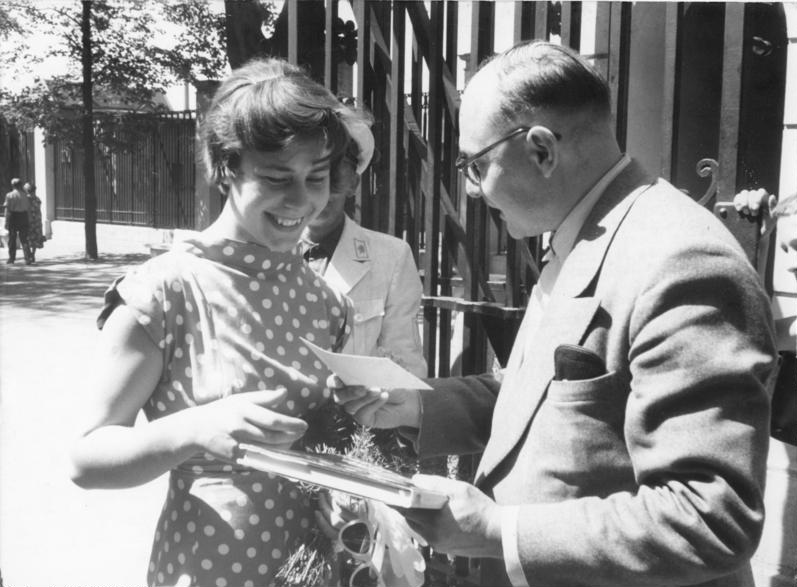
Генріх Дате вітає мільйонну відвідувачку зоопарку (1956)

Наукові інтереси Дате були безмежні і простягалися від медичних п'явок до ангольських жирафів, але до кола його особливої уваги належали орнітологія, теріологія і біологія нижчих хребетних. В цілому він опублікував понад 1000 наукових і просвітницьких книг і статей, був редактором кількох журналів по зоології, головою і членом багатьох зоологічних спілок, мав наукові ступені доктора природничих наук і ветеринарії, а також звання професора . Незабаром після відкриття свого зоопарку Даті організував в ньому дослідний центр Німецької академії наук, який сам і очолив.
Дате був також невпинним популяризатором тваринного світу, відомим за повними драматургічного таланту виступів і телепередач з його участю, але, особливо, по радіопрограмі «підслухати в зоопарку», що транслювалася кожного недільного ранку протягом 33 років і стала найбільш популярною передачею в Східній Німеччині. А зоопарк Фрідріхсфельде за ті роки, які він його очолював, встигли відвідати понад 70 мільйонів людей.
Особливе значення Дате надавав навчанню працівників, які доглядають за тваринами в зоопарках, і вперше в світі прийняв учнів на цю професію.

## Галерея

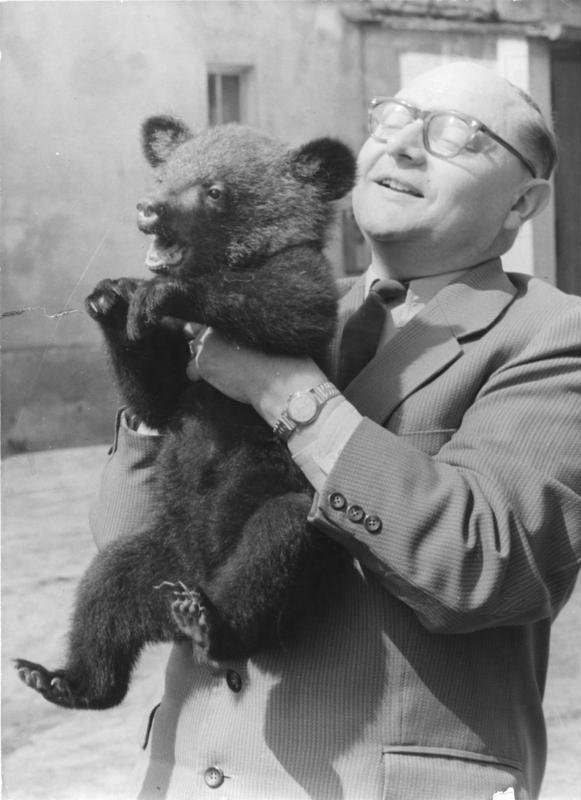
Генріх Дате з гімалайським ведмедем (1961)
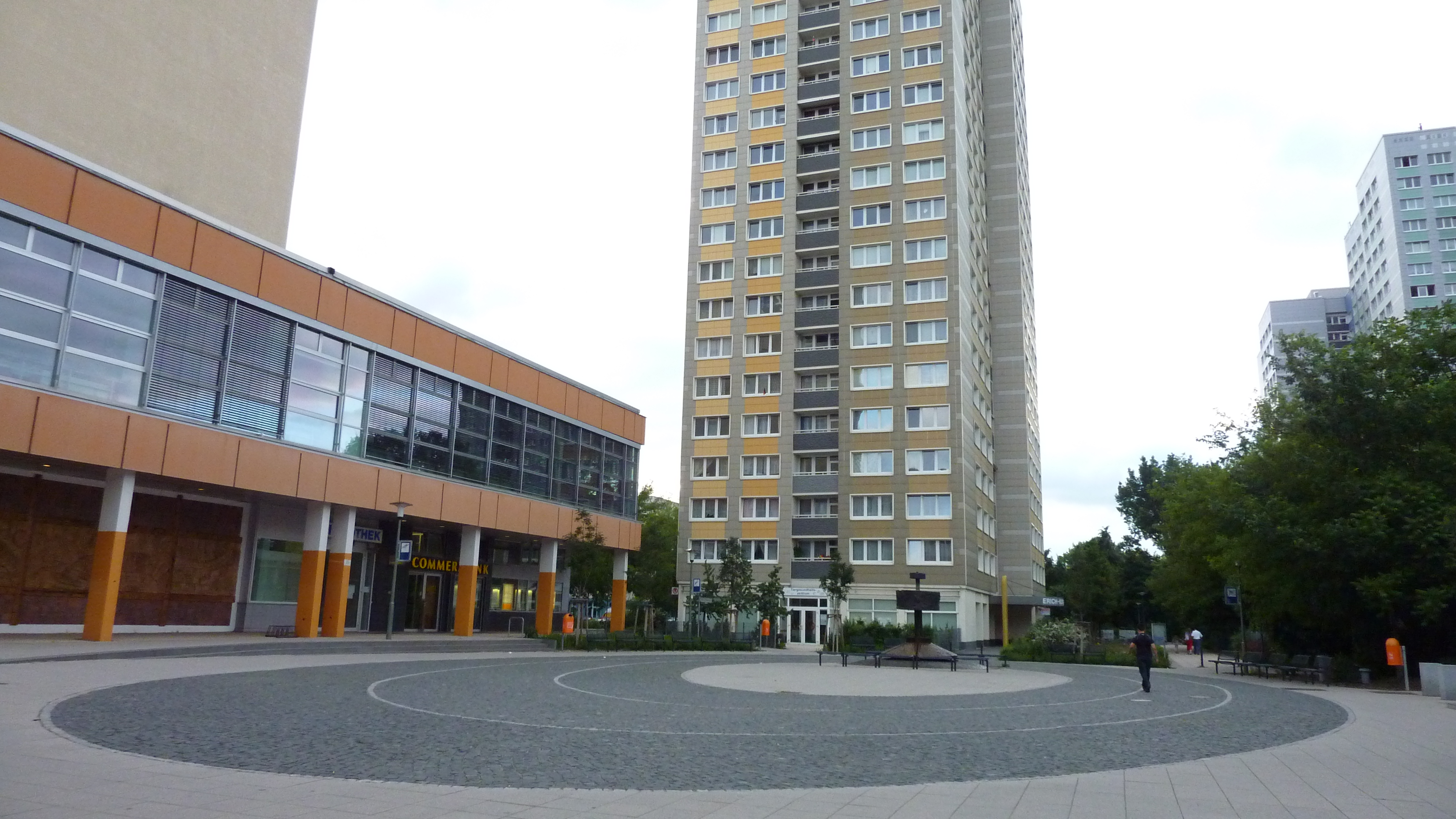
Площа в Берліні, названа ім'ям Генріха Дате